# Chrono des Nations-Les Herbiers-Vendée féminin 2008
La 22e édition du Chrono des Nations-Les Herbiers-Vendée féminin a eu lieu le 19 octobre 2008. La course fait partie du calendrier international féminin UCI 2008 en catégorie 1.1. Elle est remportée par la Suédoise Susanne Ljungskog.

## Classements

### Classement final
| \| Classement général \| Classement général \| Classement général \| Classement général \| Classement général \| \| Coureur \| Coureur \| Pays \| Équipe \| Temps \| \| ------------------ \| ---------------------- \| ------------------ \| ------------------------------ \| ------------------ \| \| 1re \| Susanne Ljungskog \| Suède \| Flexpoint \| 28 min 37 s \| \| 2e \| Jeannie Longo \| France \| Team Pro féminin Les Carroz \| + 8 s \| \| 3e \| Charlotte Becker \| Allemagne \| Equipe Nürnberger Versicherung \| + 49 s \| \| 4e \| Bridie O'Donnell \| Australie \| \| + 56 s \| \| 5e \| Amber Neben \| États-Unis \| Flexpoint \| + 1 min 12 s \| \| 6e \| Trine Schmidt \| Danemark \| Flexpoint \| + 1 min 18 s \| \| 7e \| Edwige Pitel \| France \| Team Pro féminin Les Carroz \| + 1 min 27 s \| \| 8e \| Karine Gautard-Roussel \| France \| Vienne Futuroscope \| + 2 min 28 s \| \| 9e \| Ludivine Henrion \| Belgique \| AA Drink-Cycling Team \| + 2 min 31 s \| \| 10e \| Julie Augizeau \| France \| \| + 3 min 01 s \| |                        |            |                                |              |
| |                        |            |                                |              |
| Source : Cycling Quotient |                        |            |                                |              |
| Classement général |                        |            |                                |              |
| Coureur | Coureur                | Pays       | Équipe                         | Temps        |
| 1re | Susanne Ljungskog      | Suède      | Flexpoint                      | 28 min 37 s  |
| 2e | Jeannie Longo          | France     | Team Pro féminin Les Carroz    | + 8 s        |
| 3e | Charlotte Becker       | Allemagne  | Equipe Nürnberger Versicherung | + 49 s       |
| 4e | Bridie O'Donnell       | Australie  |                                | + 56 s       |
| 5e | Amber Neben            | États-Unis | Flexpoint                      | + 1 min 12 s |
| 6e | Trine Schmidt          | Danemark   | Flexpoint                      | + 1 min 18 s |
| 7e | Edwige Pitel           | France     | Team Pro féminin Les Carroz    | + 1 min 27 s |
| 8e | Karine Gautard-Roussel | France     | Vienne Futuroscope             | + 2 min 28 s |
| 9e | Ludivine Henrion       | Belgique   | AA Drink-Cycling Team          | + 2 min 31 s |
| 10e | Julie Augizeau         | France     |                                | + 3 min 01 s |